# Inspektorat Graniczny Straży Celnej „Sącz”

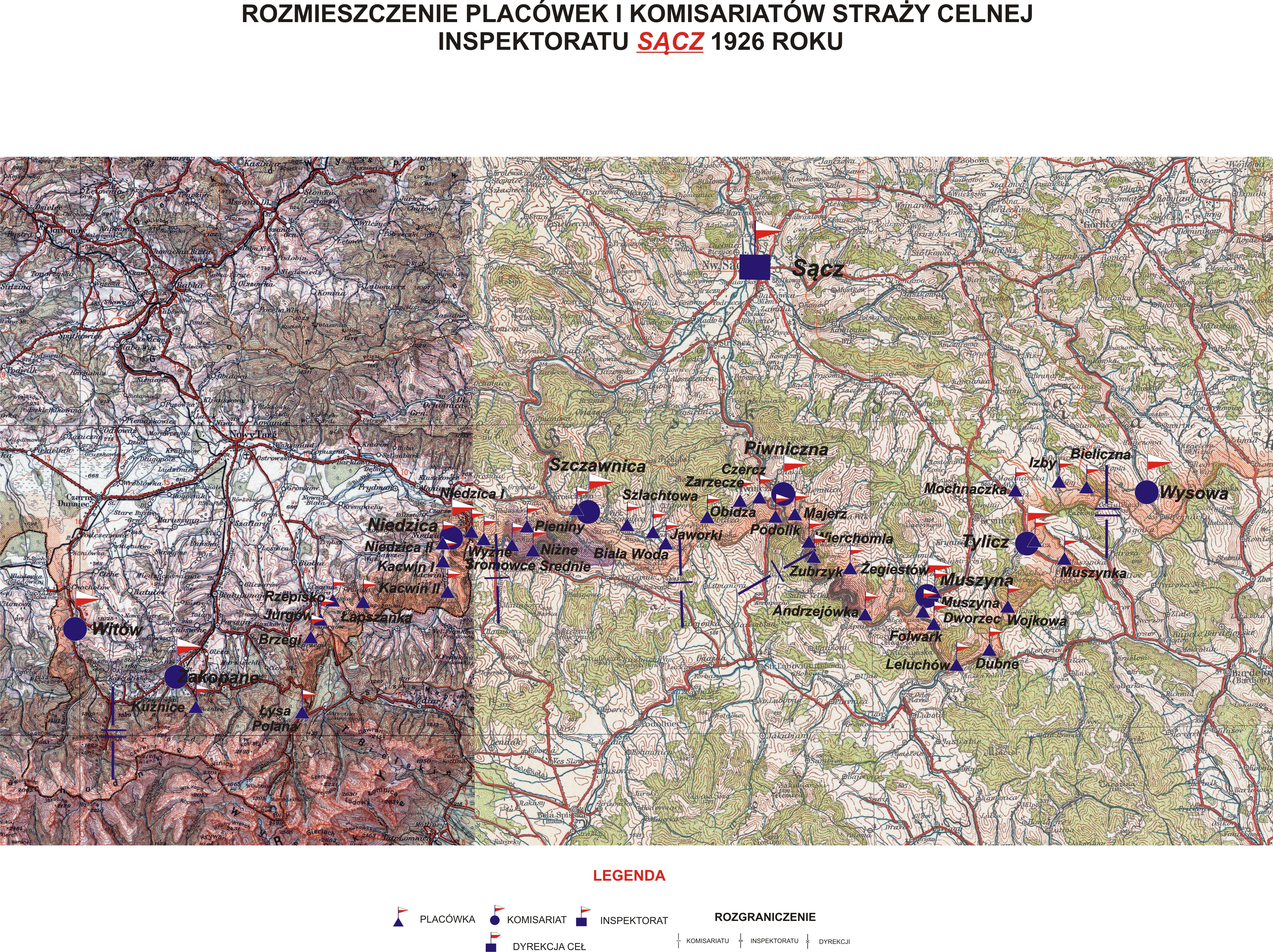
Rozmieszczenie placówek i komisariatów Inspektoratu „Sącz” w 1926 r.

Inspektorat Straży Celnej „Sącz” – jednostka organizacyjna Straży Celnej pełniąca służbę ochronną na granicy polsko-czechosłowackiej w latach 1921–1927.

## Formowanie i zmiany organizacyjne
Na wniosek Ministerstwa Skarbu, uchwałą z 10 marca 1920 roku, powołano do życia Straż Celną. Od połowy 1921 roku jednostki Straży Celnej rozpoczęły przejmowanie odcinków granicy od pododdziałów Batalionów Celnych. Proces tworzenia Straży Celnej trwał do końca 1922 roku. Inspektorat Straży Celnej „Sącz”, wraz ze swoimi komisariatami i placówkami granicznymi, znalazł się w podporządkowaniu Dyrekcji Ceł „Lwów”. W 1926 roku w skład inspektoratu wchodziło 6 komisariatów i 39 placówek Straży Celnej. 
Rozporządzeniem ministra skarbu z 30 czerwca 1927 roku rozpoczęto reorganizację Straży Celnej. Inspektorat Straży Celnej „Sącz” został rozwiązany, a komisariaty weszły w skład nowego inspektoratu granicznego .

## Służba graniczna
Sąsiednie inspektoraty
- Inspektorat Straży Celnej „Żywiec” ⇔ Inspektorat Straży Celnej „Dukla”

## Funkcjonariusze inspektoratu
Obsada personalna w 1927:
- kierownik inspektoratu – inspektor Gustaw Marschalko
- funkcjonariusze młodsi:

przodownik Franciszek Kozub (134)
przodownik Jan Pach (266)
strażnik Roman Płachta (1911)
strażnik Stanisław Nowicki (2028)
strażnik Wincenty Rządkowski (1441)

## Struktura organizacyjna
Organizacja inspektoratu w 1926 roku:
- komenda – Sącz
- komisariat Straży Celnej „Tylicz”
- komisariat Straży Celnej „Muszyna”
- komisariat Straży Celnej „Piwniczna”
- komisariat Straży Celnej „Szczawnica”
- komisariat Straży Celnej „Niedzica”
- komisariat Straży Celnej „Zakopane”